# Salpingotus kozlovi
Salpingotus kozlovi е вид бозайник от семейство Тушканчикови (Dipodidae).

## Разпространение
Видът е разпространен в Китай (Вътрешна Монголия, Гансу, Нинся, Синдзян и Шънси) и Монголия.